# Operatie Halberd
Operatie Halberd was een Britse marine-operatie in de Middellandse Zee tijdens de Tweede Wereldoorlog. Het doel was een konvooi Britse koopvaardijschepen van Gibraltar naar Malta te escorteren. Op die manier bereikte 85.000 ton goederen Malta.

## Verloop van de operatie
Op 24 september 1941 vertrokken negen koopvaardijschepen onder bevel van schout-bij-nacht Harold Burrough met een escorte van vijf kruisers en achttien torpedobootjagers. Force H voegde zich bij dit konvooi, bestaande uit een vliegdekschip, de HMS Ark Royal, en drie slagschepen (HMS Nelson, HMS Rodney en HMS Prince of Wales) om de schepen te beschermen tegen de Italiaanse vloot.

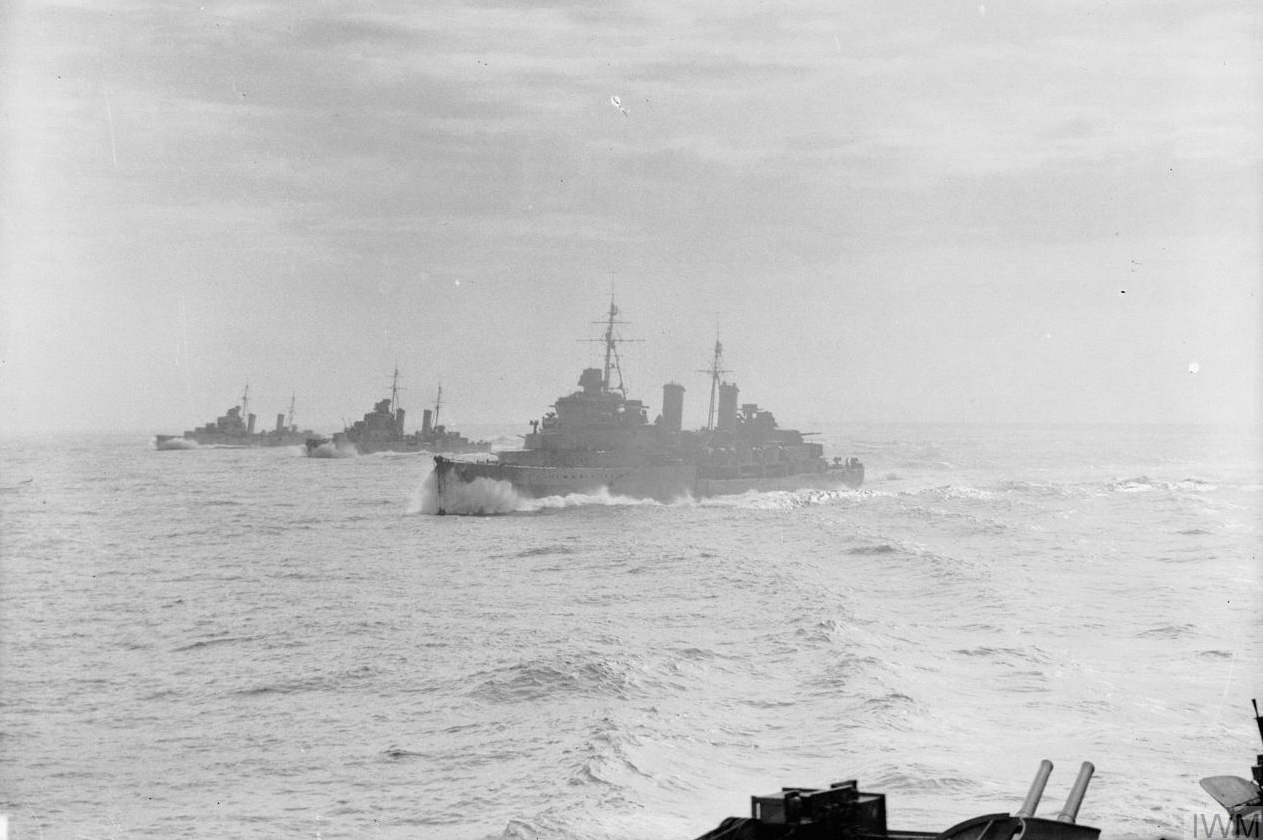
Drie van de Britse kruisers die deelnamen aan Operatie Halberd

Op 26 september trachtte de Italiaanse vloot contact te maken, maar keerde om toen ze te weten kwam dat de Britse koopvaardijschepen zwaar beschermd werden. De Prince of Wales en de Rodney trachtten de Italianen te onderscheppen, maar faalden. De Nelson werd getroffen door een torpedo van een Italiaanse bommenwerper in haar boeg en werd zwaar daardoor zwaar beschadigd. Tegen de avond van 27 september keerde Force H om en zette opnieuw koers naar Gibraltar. Op dat moment hadden de Italianen 21 vliegtuigen verloren in gevechten met de luchtafweer van de Royal Navy en de piloten van de Royal Navy Fleet Air Arm.
Op 28 september werd een van de koopvaardijschepen, de HMS Imperial Star, getroffen door enkele torpedo's en tot zinken gebracht. De rest van het konvooi bereikte diezelfde dag Malta en leverde 85.000 ton voorraden af.